# Vincențiu Babeș
Vincențiu Babeș (Satchinez, 21 gennaio 1821 – Budapest, 22 gennaio 1907) è stato un avvocato, giornalista e politico rumeno.

## Biografia

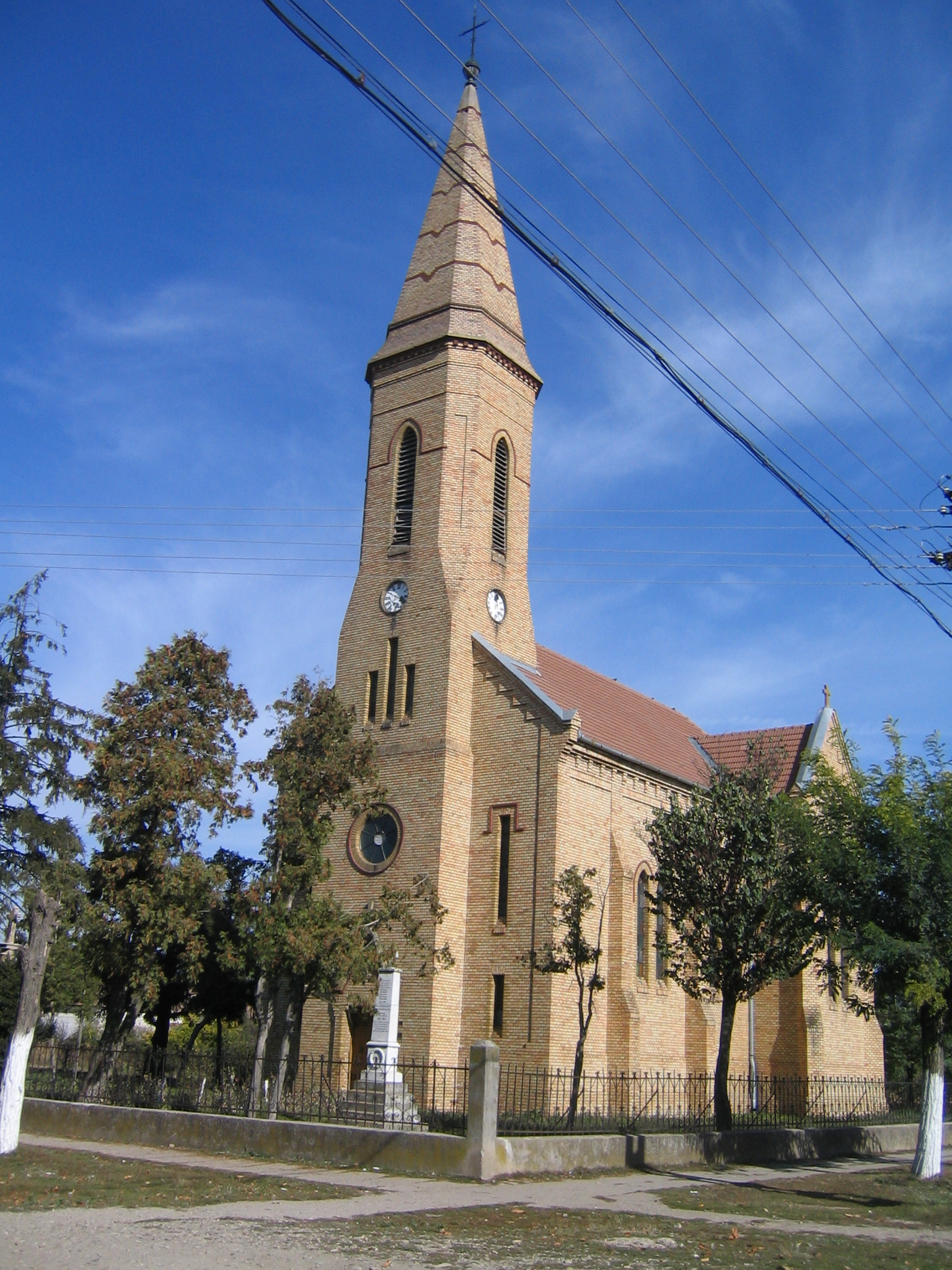
Chiesa cattolica ad Hodoni, Romania

Vincențiu Babeș nacque a Hodoni, villaggio nel comune di Satchinez. Il padre, Gheorghe Crâșmarul era un contadino del villaggio di Moşnița e morì quando Vincențiu era ancora giovane. Suo nonno, Mitra Babeș, non avendo figli, lo adottò e gli diede il suo nome. Mitra Babeș era un noto studioso e conosceva Dimitrie Țichindeal, prete rumeno, per questo motivo pensò di indirizzare Vincențiu verso la carriera ecclesiastica. Dopo aver terminato la scuola primaria, frequentò il liceo tedesco, prima a Timişoara poi a Seghedino, dove si diplomò nel 1841. Successivamente frequentò i corsi di teologia a Carloviț e iniziò il seminario ad Arad. Mentre si apprestava a diventare sacerdote decise di iscriversi alla Facoltà di Giurisprudenza a Budapest per studiare legge.

### Giurista
Nel 1848, dopo aver conseguito la laurea in legge, tornò ad Arad, dove lavorò prima come insegnante e poi come ispettore scolastico. Nello stesso periodo, venne mandato a Vienna insieme ad altri uomini di fiducia, come delegato per la difesa degli interessi della diocesi di Arad e del popolo rumeno residente a Mureș e Crișana. Rimase lì per anni. Dalla fine del 1849 lavorò come editore e traduttore per il Bollettino delle Leggi dell'Impero, in cui venivano pubblicati i testi delle leggi dell'Impero austriaco. Nel 1851 venne nominato cancelliere in una delle sezioni della Corte Suprema di cassazione e giustizia di Vienna. Nel 1859 venne nominato Consigliere privato e nel 1860 Segretario di Corte.
Nel 1862 venne trasferito a Budapest per lavorare come giudice presso la Corte Suprema di cassazione. Dal 1863 al 1869 fu presidente della Tabula Regia Iudiciaria di Pest. Nel 1869 aprì uno studio legale che chiuse dopo 22 anni di servizio per motivi politici.

### Politico

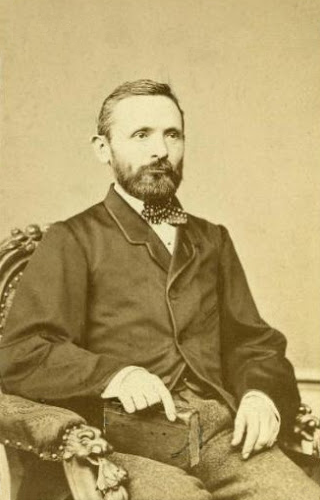
Vincențiu Babeș come membro del Parlamento ungherese

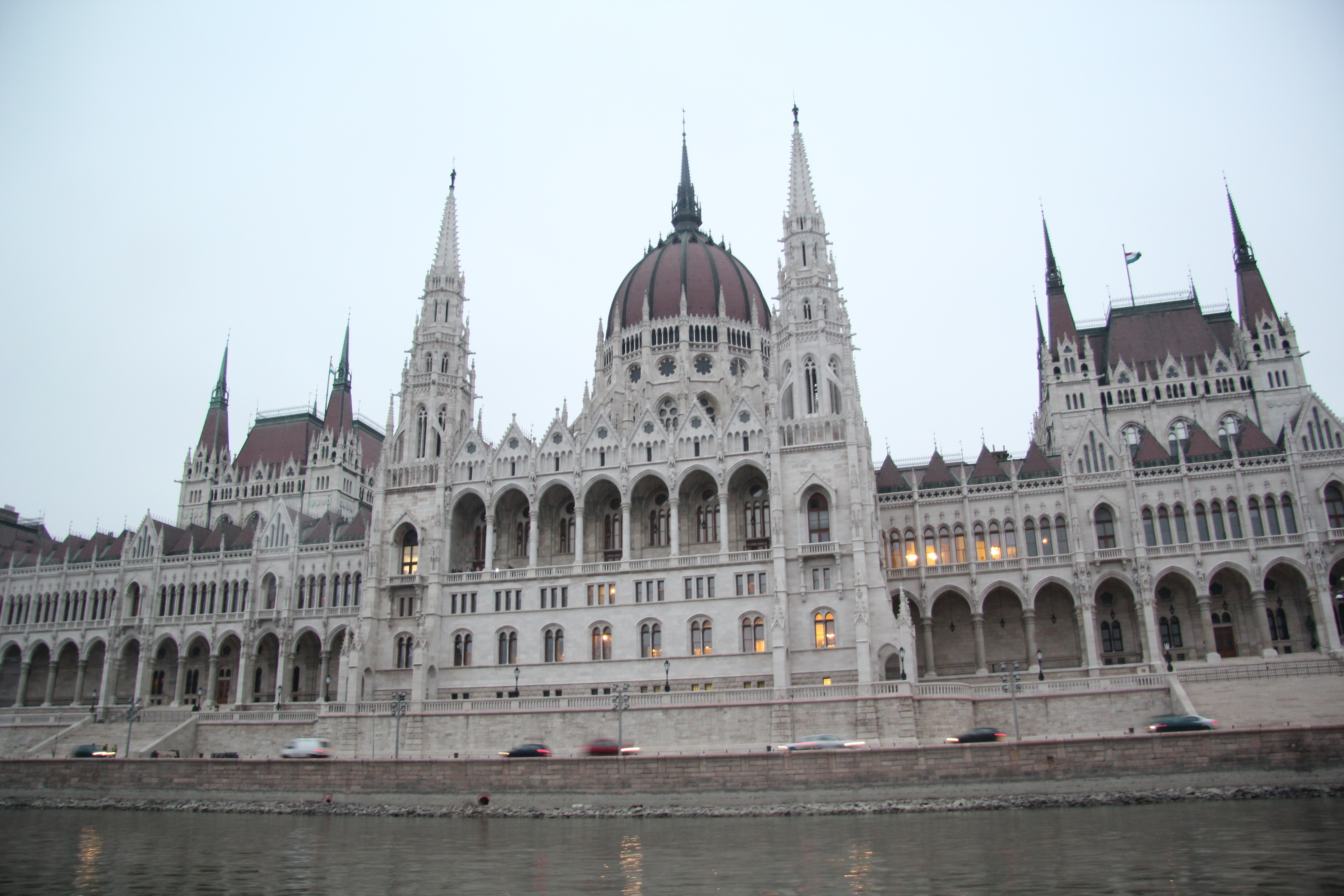
Parlamento di Budapest

Come giurista si batté per quasi 30 anni a favore dei diritti nazionali dei rumeni in Transilvania.
Fu eletto quattro volte deputato nella Dieta ungherese, dove difese la questione rumena attraverso numerose interpellanze. Si interessò alla questione dell'unione della Transilvania con l'Ungheria, all'istruzione e all'istituzione ecclesiastica rumena e alla legge sulle nazionalità. Sosteneva il suo punto di vista con logica ed energia, motivo per il quale era spesso richiamato all'ordine. I suoi discorsi sono considerati un modello di riferimento per l'arte oratoria. Per la sua dedizione fu rieletto di nuovo, prima della nomina dell'ex generale austriaco e patriota rumeno Traian Doda avvenuta il 10 gennaio 1874. Babeș fu eletto, dalla maggioranza della popolazione locale romena, alla Camera dei deputati dell'Ungheria nel collegio elettorale di Bela Crkva il 14 novembre 1873.
Il 23 febbraio del 1869 si tenne, a Miercurea Sibiului, una riunione nazionale voluta dai capi politici dei rumeni di Transilvania, tra cui Babeș, in cui venne creato il Partito Nazionale dei Rumeni in Transilvania. Il 22 marzo 1869 il partito venne vietato dalle autorità poiché, secondo la legge sulle nazionalità, l'unica nazione esistente nel Regno d'Ungheria era quella ungherese la quale era l'unica ad avere il diritto di formare un partito nazionale.
Babeș fu uno dei fondatori del Partito Nazionale Rumeno in Transilvania, fondazione avvenuta durante la conferenza nazionale tenutasi a Sibiu dal 12 al 14 maggio 1881. Fu presidente del partito dal 1891 al 1892. Dopo questa esperienza si ritirò dalla politica.
Ebbe un ruolo significativo nell'organizzazione della metropolia gestita dall'Arcivescovo Andrei Șaguna. Fu anche il referente della delegazione che andò a Carlowitz, oggi Sremski Karlovci, per risolvere le incomprensioni tra rumeni e serbi in Ungheria riguardo ai beni di chiese e monasteri.

### Letterato

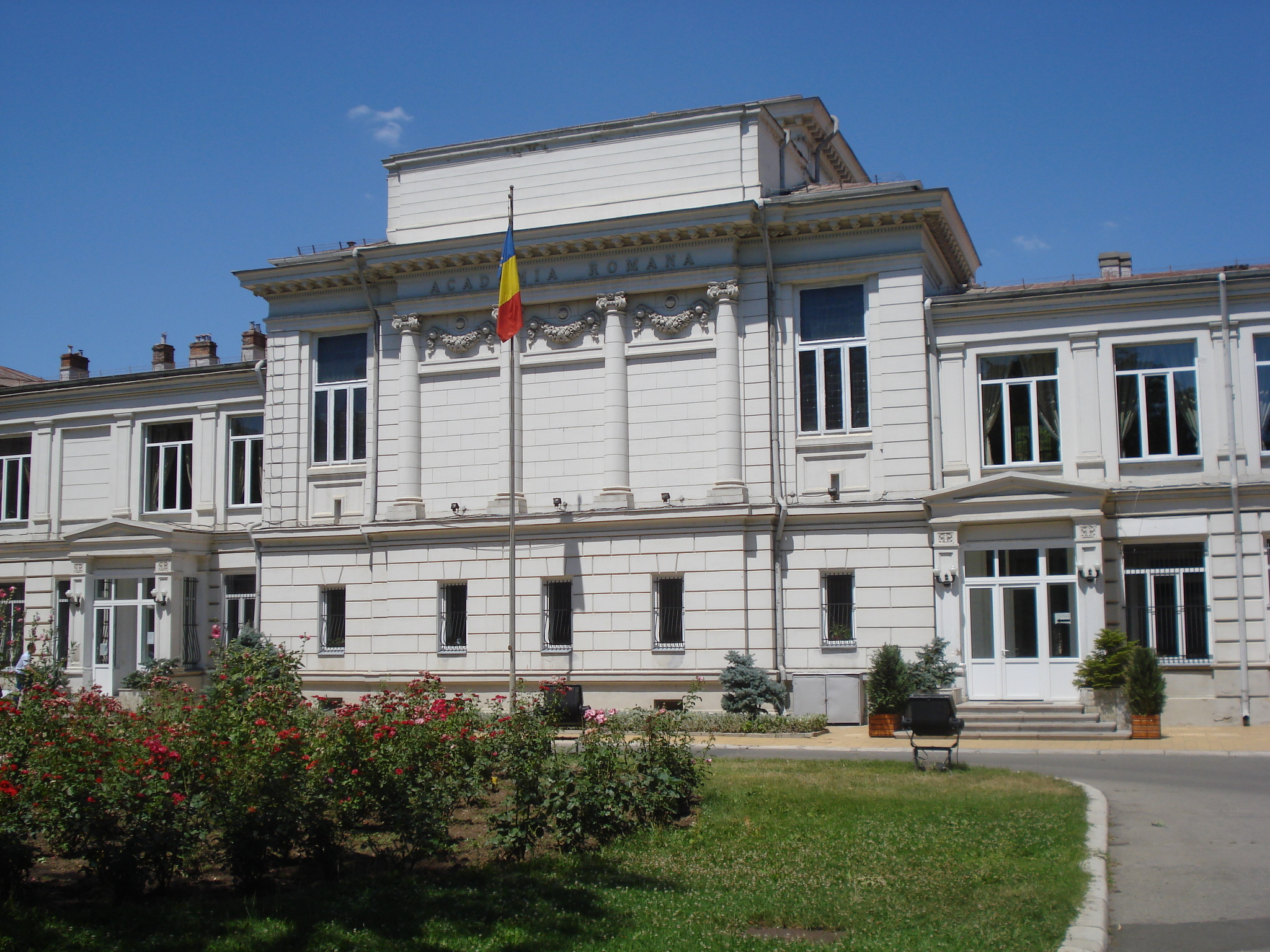
Accedemia Rumena

Nel 1860, scrisse l'opuscolo Chestiunea limbilor și naționalităților din Austria scrisă de către un român, che trattava della questione delle lingue e delle nazionalità in Austria. L'opuscolo arrivò fino ai circoli politici del Regno e lo rese famoso nella scena politica.
Fu uno dei membri fondatori dell'Accademia Romena, fondazione avvenuta il 1º aprile 1866. Scrisse numerose relazioni su questioni storiche e di letteratura folkloristica, soprattutto sulla figura di Avram Iancu, dimostrando interesse per i movimenti sociali del 1848 e per la storia del popolo rumeno.
Sempre nel 1866 fu fondato a Vienna dai fratelli Mocioni, e posto fin da subito sotto la direzione di Vincențiu Babeș, il quotidiano "Albina". Il giornale venne stampato per dieci anni e divenne una scuola per molti giornalisti rumeni. Per questo giornale pubblicarono Iulian Grozescu, Pavel Vasic-Ungureanu, Simeon Mangiuca, Mihai Eminescu, Vasile Alexandrescu-Urechia, Visarion Roman, Grouia Liuba Murgu e molti altri. Babeș fu a lungo l'editore del giornale, che aveva come obiettivo sostenere la causa rumena nella capitale del Regno d'Ungheria, dove le possibilità di informare erano migliori e i contatti con gli ambienti politici più facili da stabilire.
Collaborò con numerosi giornali, ma la maggior parte del suo lavoro giornalistico lo svolse nelle pagine di "Albina". Dopo essersi ritirato dalla vita politica si dedicò agli studi storici.
Nel 1851 Babeș si sposò a Vienna con Sophia Goldschneider ed ebbero nove figli. Il più famoso fu Victor Babeș (1854-1926), batteriologo e patologo rumeno, membro dell'Accademia Romena. Il loro primo figlio fu il chimico Aurel Babeș, nato nel 1853 a Vienna, il quale scrisse diverse opere specialistiche. Aurel Alexandru Babeș (1886-1962), nipote di Vincențiu e figlio di Aurel, fu un noto medico che contribuì in modo significativo alla scoperta dello screening per l'individuazione e la prevenzione del cancro cervicale e di altre malattie dell'apparato riproduttivo femminile.